# 薩林縣 (堪薩斯州)
薩林縣（英語：Saline County，縮寫SA）是美国堪薩斯州中部的一個縣，面積1,868平方公里。根據2020年美國人口普查，共有人口54,303人。縣治薩林納（Salina）。該縣建立於1859年，縣名來自薩林河。